# مسجد زيد بن حارثة
مسجد زيد بن حارثة أو سونغاي موليا (بالملايو:  Masjid Jamek Sungai Mulia أو Masjid Zaid bin Haritsah ) هو مسجد في كوالالمبور عاصمة ماليزيا يقع المسجد عند الكيلو الثامن من جالان جومباك، افتتح المسجد في عام 1991 .

## وصلات خارجية
- موقع مسجد زيد بن حارثة على الخريطة نسخة محفوظة 3 أغسطس 2017 على موقع واي باك مشين.
- البوم صور مسجد زيد بن حارثة 1 نسخة محفوظة 3 أغسطس 2017 على موقع واي باك مشين.
- البوم صور مسجد زيد بن حارثة 2